# 紋鮗
紋鮗為輻鰭魚綱鱸形目鱸亞目七夕魚科的其中一種，分布於西太平洋的澳洲等海域，棲息在沙底質海域，屬肉食性，雄魚有護卵的行為。